# Mabe Brasil
A Mabe Brasil era a subsidiária brasileira da empresa mexicana de linha branca de eletrodomésticos Mabe. A Mabe Brasil foi produtora das marcas General Electric, CCE e Dako no Brasil.
Com um faturamento de cerca de R$ 1,2 bilhão (2007), a empresa possuía 17% do mercado nacional de linha branca.

## História
A Mabe Brasil surgiu com a aquisição do negócio de refrigeração da CCE em 2003 e a fusão com partes da produtora de fogões Dako (General Electric/Mabe) em 2004. Em 2003, com a aquisição da Kronen Argentina, é criada a Mabe Argentina que junto com a Mabe Brasil forma a Mabe Mercosul.
Em 2009 a Mabe adquire a BSH-Continental (Bosch), com o intuito de aumentar seu espaço entre os consumidores.
Em maio de 2008 a General Electric confirmou a intenção de vender o ramo de negócio GE Appliances.

### Recuperação judicial e falência
Em maio de 2013 a Mabe Brasil entrou com pedido de recuperação judicial. A medida foi tomada devido a problemas de liquidez. A intenção da empresa seria reestruturar sua operação, tornar-se viável no Brasil. Inicialmente a Mabe informou que a operação no Brasil iria continuar e os serviços de pós-venda, como o SAC e a rede de assistência técnica, continuariam em operação normal.
O pedido de recuperação judicial foi aceito pela 2ª Vara Cível de Hortolândia, São Paulo.

#### Falência
No Brasil, depois da recuperação judicial de 2013 e em 2016, a Mabe pediu falência que foi decretada pela Justiça de São Paulo.
 